# Mranak
Mranak is een bestuurslaag in het regentschap Demak van de provincie Midden-Java, Indonesië. Mranak telt 3276 inwoners (volkstelling 2010).